# Bajmóclazán
Bajmóclazán (szlovákul Lazany) község Szlovákiában, a Trencséni kerületben, a Privigyei járásban.

## Fekvése
Privigyétőltól 4 km-re északra található.

## Története
A község területe már a bronzkorban lakott volt, ezt bizonyítják az itt megtalált bronzeszközök.
A falut 1430-ban említik először, a bajmóci váruradalomhoz tartozott. A 14-15. században területén aranyat bányásztak, mely meghatározta gyors fejlődését. 1479-ben a Noffry család bajmóci birtokát a bajmóci prépostnak adta. 1675-ben a településen 347 lakos élt, 48 jobbágy- és 21 zsellérházban. 1692 és 1721 között a bajmóci prépost fatornyos templomot építtetett ide. 1715-ben 14 adózó háztartása volt. 1753-ban 67 jobbágy-, 4 zsellér és 8 gazdaház állt itt. 1787-ben 60 házában 433 lakos élt. A templom 1788-tól plébániatemplom lett.
A 18. század végén Vályi András így ír róla: „LAZÁN. Tót falu Nyitra Várm. földes Ura a’ Bajmóczi Prépostság, lakosai katolikusok, fekszik Bajmóczhoz 3/4 mértföldnyire, határja ollyan mint Dubniczáé.”
A plébániatemplom 1820-ban leégett. 1828-ban 74 háza és 519 lakosa volt. Lakói mezőgazdasággal, vászon és takarószövéssel foglalkoztak. A falu malommal és fűrészteleppel is rendelkezett.
Fényes Elek 1851-ben kiadott geográfiai szótárában így ír a faluról: „Lazán, tót falu, Nyitra vmegyében, 519 kath. lak. Erdő, jó legelő, tehenészet; kath. paroch. templom. F. u. a bajmóczi prépost. Ut. p. Privigye.”
Ma is álló temploma csak a 19. század végén épült fel.
Borovszky Samu monográfiasorozatának Nyitra vármegyét tárgyaló része szerint: „Lazán, a Nyitra jobb partján, Privigyétől északra, 627 tót nyelvü, r. kath. vallásu lakossal. Postája Nedozser, táviró- és vasúti állomása Privigye. Kath. temploma 1874-ben épült. A községben jól berendezett kórházat tartanak fenn. A falu 1430-ban Bajmócz várához tartozott.”
1905-től szeszfőzdéje működött. A trianoni diktátumig Nyitra vármegye Privigyei járásához tartozott.

## Népessége
| Év:            | 1994. | 2004.    | 2014.   | 2024.   |
| -------------- | ----- | -------- | ------- | ------- |
| Emberek száma: | 1382  | 1571     | 1654    | 1804    |
| Eltérés:       |       | +13,67 % | +5,28 % | +9,06 % |

| Év:            | 2023. | 2024.   |
| -------------- | ----- | ------- |
| Emberek száma: | 1785  | 1804    |
| Eltérés:       |       | +1,06 % |

1880-ban Lazány 572 lakosából 550 szlovák anyanyelvű volt.
1890-ben Lazány 627 lakosából 610 szlovák anyanyelvű volt.
1900-ban Lazány 713 lakosából 707 szlovák anyanyelvű volt.
1910-ben Lazányban 752-en laktak, ebből 740 szlovák és 10 magyar anyanyelvű.
1921-ben Lazány 785 lakosából 782 csehszlovák volt.
1930-ban Lazány 830 lakosa mind csehszlovák volt.
1991-ben 1369-en lakták, ebből 1356 szlovák és 3 magyar.
2001-ben 1438 lakosából 1420 szlovák és 2 magyar volt.
2011-ben 1616 lakosából 1599 szlovák volt.
2021-ben 1735 lakosából 1650 (+1) szlovák, 2 magyar, (+2) ruszin, 10 (+5) egyéb és 73 ismeretlen nemzetiségű volt.

## Nevezetességei
- Római katolikus temploma 1872 és 1875 között épült a korábbi gótikus templom helyén. Kő keresztelőmedencéje 14. századi, két faszobra a 16. század első feléből származik.
- Határában fürdésre és horgászásra is alkalmas tó található.
- A falunak színitársulata és folklóregyüttese is van.
- Fafaragó, kosárfonó, furulyakészítő népművészei vannak.
- A faluban több régi lakóház és egy régi malom is található.